# Sachsen
Bang tự do Sachsen (tiếng Đức: Freistaat Sachsen [ˈfʁaɪʃtaːt ˈzaksən]; tiếng Thượng Sorbia: Swobodny stat Sakska) là một bang nằm trong nội địa của Đức. Sachsen có biên giới về phía bắc với Brandenburg, về phía tây-bắc với Sachsen-Anhalt, về phía tây với bang tự do Thüringen và về phía tây-nam với bang tự do Bayern. Ngoài ra Sachsen còn có biên giới với các vùng Ústí nad Labem, Karlovy Vary của Cộng hòa Séc về phía nam và các tỉnh Lubuskie, Dolnośląskie của Ba Lan về phía đông. Thủ phủ của Sachsen là Dresden, cùng với Leipzig là các thành phố lớn nhất tại bang. Đây là bang lớn thứ 10 tại Đức về diện tích, với 18.413 kilômét vuông (7.109 dặm vuông Anh), và đứng hàng thứ sáu toàn quốc về dân số, với khoảng 4,3 triệu dân.
Sachsen nằm ở trung tâm của khu vực nói tiếng Đức thời xưa tại châu Âu, bang này có lịch sử kéo dài trên một thiên niên kỉ. Sachsen đã từng là một công quốc thời Trung cổ, một tuyển hầu quốc của Đế quốc La Mã Thần thánh, một vương quốc, và từ năm 1918 đến 1952 và từ năm 1990 trở đi là một cộng hòa thuộc liên bang.

## Hành chính
Sachsen được chia thành 10 huyện:
1. Bautzen (BZ)
2. Erzgebirgekreis (ERZ)
3. Görlitz (GR)
4. Leipzig (L)
5. Meißen (MEI)(Meissen)
6. Mittelsachsen (FG)
7. Nordsachsen (TDO)

Bản đồ 10 huyện tại Sachsen

8. Sächsische Schweiz-Osterzgebirge (PIR)
9. Vogtlandkreis (V)
10. Zwickau (Z)

Huyện Erzgebirgekreis bao trùm lên Dãy núi Quặng, và huyện Sächsische Schweiz-Osterzgebirge bao gồm vùng Thụy Sĩ Saxon và dãy núi Quặng phía Đông. Ngoài ra, còn có 3 thành phố độc lập (tiếng Đức: kreisfreie Städte), có địa vị ngang cấp huyện:
1. Chemnitz (C)
2. Dresden (DD)
3. Leipzig (L)

### Huyện hành chính
| Hạng | Huyện hành chính                 | Thủ phủ           | Dân số huyện (2018) |
| ---- | -------------------------------- | ----------------- | ------------------- |
| 1    | Erzgebirgskreis                  | Annaberg-Buchholz | 340.373             |
| 2    | Zwickau                          | Zwickau           | 319.998             |
| 3    | Mittelsachsen                    | Freiberg          | 308.153             |
| 4    | Bautzen                          | Bautzen           | 302.634             |
| 5    | Leipzig                          | Borna             | 258.008             |
| 6    | Sächsische Schweiz-Osterzgebirge | Pirna             | 245.418             |
| 7    | Görlitz                          | Görlitz           | 256,587             |
| 8    | Meißen                           | Meißen            | 242,862             |
| 9    | Vogtlandkreis                    | Plauen            | 229,584             |
| 10   | Nordsachsen                      | Torgau            | 197,794             |

## Lịch sử
Trước năm 1180, tên gọi Saxony được sử dụng để chỉ vùng lãnh thổ bị chinh phục từ khoảng năm 200 đến 700 CN bởi bộ tộc Saxon thuộc người German. Vùng lãnh thổ này bao gồm Holstein và khu vực phía tây của sông Elbe hạ lưu, thuộc bang Lower Saxony (Hạ Saxony) ngày nay ở Đức. Từ đây, người Saxon mở rộng về phía tây bằng đường biển sang Anh vào thế kỷ thứ 5. Vào cuối thế kỷ thứ 8, người Saxon bị chinh phục và cải đạo sang Thiên Chúa giáo bởi hoàng đế Frankish Charlemagne. Năm 843, Saxony trở thành một phần của vương quốc Đông Frankish, hay vương quốc Đức.
Đến đầu thế kỷ 10, Saxony xuất hiện như một công quốc cha truyền con nối dưới triều đại Liudolfing, và vào năm 919, Công tước Henry của Saxony được bầu làm vua Đức. Ông đã thành lập triều đại Saxon, hay Ottonian, nắm giữ vương miện Đức cho đến năm 1024. (Xem triều đại Saxon.) Dưới triều đại Ottonian, người Đức mở rộng về phía đông vào lãnh thổ của người Slav.
Năm 961, tước hiệu công tước Saxony được chuyển cho gia tộc Billung, giữ quyền cai trị đến năm 1106. Sau đó, công quốc được trao cho Henry III, Bá tước nhà Welf, vào năm 1142. Khi Henry the Lion bị hoàng đế La Mã Thần thánh Frederick I Barbarossa tuyên bố là kẻ ngoài vòng pháp luật năm 1180, công quốc bị chia nhỏ, và chỉ còn hai lãnh thổ nhỏ và xa cách giữ lại tên Saxon: Saxe-Lauenburg, phía đông nam Holstein, và Saxe-Wittenberg, dọc theo sông Elbe trung lưu (giờ là phía bắc Leipzig). Cả hai lãnh thổ này được gia tộc Ascanian cai trị đến năm 1260, khi hai triều đại Ascanian riêng biệt được hình thành. Từ giữa thế kỷ 13, công tước Saxony được công nhận là một cử tri của đế chế (hoàng thân có quyền bầu hoàng đế La Mã Thần thánh); tranh chấp về quyền này giữa hai nhánh được giải quyết có lợi cho nhánh Wittenberg vào năm 1356. Nhánh Lauenburg tồn tại đến năm 1689, sau đó lãnh thổ của nó được sáp nhập vào Hanover.
Khi dòng Wittenberg tuyệt tự năm 1422, công quốc và quyền cử tri của Saxony được trao cho Frederick I, Hầu tước của Meissen và là thành viên của nhà Wettin. Từ đó, tên gọi Saxony được áp dụng cho toàn bộ các lãnh thổ thuộc sở hữu của nhà Wettin, bao gồm Osterland (khu vực quanh Leipzig) và phần lớn Lusatia cùng Thuringia. Sau khi Frederick qua đời (1428), nhà Wettin tranh chấp việc phân chia thừa kế; năm 1485, Albert và Ernest, hai người con trai của Frederick II (mất năm 1464), đã ký Hiệp ước Leipzig, dẫn đến sự phân chia lâu dài giữa đất Saxony của dòng Albertine (phía đông) và Ernestine (phía tây). Lãnh thổ của Albert bao gồm lãnh địa Meissen (với thủ đô là Dresden) và miền bắc Thuringia. (Xem thêm về đất công tước Saxon phía tây.)
Vào thế kỷ 16, dòng Albertine giành được quyền cử tri và chiếm thêm lãnh thổ từ dòng Ernestine ở Thuringia và Wittenberg. Các cử tri Henry (mất năm 1541) và Maurice (mất năm 1553) theo đạo Tin Lành Lutheran. Augustus (trị vì 1553–1586) soạn thảo bộ luật của Saxony Albertine và biến Leipzig thành trung tâm thương mại và nghệ thuật. John George I (trị vì 1611–1656) dẫn đầu tổ chức của các hoàng thân Tin Lành Đức trong Chiến tranh Ba mươi năm (1618–1648), nhưng từ thời kỳ này, Saxony Albertine ngày càng bị Brandenburg-Prussia vượt mặt, trở thành bang lãnh đạo của Đức Tin Lành. Năm 1697, Cử tri Frederick Augustus I (trị vì 1694–1733) trở thành vua Ba Lan (với tên Augustus II), khởi đầu mối quan hệ tốn kém về kinh tế giữa Saxony và vương quốc Ba Lan đang suy thoái, kéo dài đến năm 1768.
Napoleon chinh phục Saxony năm 1806 và biến nơi đây thành một vương quốc. Từ đó, Saxony trở thành đồng minh trung thành của Napoleon, nhưng sau khi ông bị lật đổ, lãnh thổ của Saxony bị giảm đáng kể bởi các cường quốc chiến thắng tại Hội nghị Vienna (1814–1815). Phổ giành được Wittenberg, Torgau, miền bắc Thuringia, và phần lớn Lusatia, trở thành tỉnh Saxony của Phổ; vương quốc Saxony bị cắt xén còn lại gia nhập Liên minh Đức.
Do các cuộc nổi dậy năm 1830, vương quốc ban hành hiến pháp vào năm 1831. Vua Frederick Augustus II (trị vì 1836–1854) bị lật đổ bởi một cuộc cách mạng vào năm 1848 nhưng được khôi phục quyền lực bởi quân đội Phổ chỉ một tuần sau đó. Năm 1871, vương quốc trở thành một phần của Đế chế Đức mới. Đảng Dân chủ Xã hội trở thành một lực lượng chính trị mạnh mẽ ở Saxony khi công nghiệp hóa gia tăng trong các thập kỷ sau đó. Chế độ quân chủ của Saxony bị bãi bỏ sau thất bại của Đức trong Thế chiến thứ nhất (1918), và Saxony thông qua hiến pháp cộng hòa như một bang tự do dưới nền Cộng hòa Weimar (1919–1933). Lãnh thổ này tiếp tục tồn tại như một bang dưới chế độ Đức Quốc xã (1933–1945) và Cộng hòa Dân chủ Đức cho đến năm 1952, khi nó bị bãi bỏ như một lãnh thổ chính thức. Bang Saxony được tái lập vào năm 1990 trong quá trình thống nhất Đông và Tây Đức.

## Văn hoá
Sachsen là một vùng giàu có về văn hóa với di sản âm nhạc, nhà hát, bảo tàng, văn học và nghệ thuật thị giác. Khu vực này nổi bật nhờ di sản văn hóa phong phú, kết hợp giữa bảo tồn truyền thống và đổi mới hiện đại. Các trung tâm lịch sử, lâu đài, cung điện, và vườn tại Sachsen thu hút cả du khách và người dân địa phương.
Một số di sản đáng chú ý gồm Cung điện Hoàng gia Dresden, Công viên Fürst-Pückler-Park Bad Muskau (Di sản Thế giới UNESCO), và vùng khai thác mỏ Erzgebirge/Krušnohoří. Sachsen cũng nổi bật với các di sản văn hóa phi vật thể như âm nhạc hợp xướng, lễ hội của người Sorbs, và nghề chế tác nhạc cụ vùng Vogtland.
Nhiều công trình kiến trúc quan trọng ở Sachsen đã được công nhận trên cấp độ châu Âu và toàn cầu, như các địa điểm âm nhạc ở Leipzig (Con dấu Di sản Văn hóa Châu Âu) và Thư viện SLUB Dresden với các bản thảo quý giá được UNESCO công nhận. Tất cả những yếu tố này làm nổi bật Sachsen như một trung tâm văn hóa độc đáo và quan trọng trên cả cấp độ quốc gia và quốc tế.